# 도서 판례
도서 판례(Insular Cases)는 1901년 미국이 미국-스페인 전쟁에서 승리하고 얻은 새로운 영토의 지위에 대해 미국 연방 대법원이 판결한 내용들을 말한다. 즉, 미국이 새로 획득한 영토의 거주민들이 미국 시민권을 가지고 있는지에 대한 연방 대법원의 입장을 정리한 판결들의 통칭이다. 이에 대해 연방 대법원은 미국 헌법에 의한 권리 보호는 미국의 통제 하에 있는 모든 지역으로 자동적으로 확장되지는 않는다고 선언하여 푸에르토리코와 같은 지역의 거주민들은 헌법상의 권리가 결여되어 있다고 해석했다.

## 같이 보기
- 구아노 제도법
- 관타나모만
- 필리핀-미국 전쟁
- 푸에르토리코